# سابر (ورزش)

شمشیرباز سابر. محدوده مجاز ضربه‌زنی با سابر در نگاره به رنگ قرمز نشان داده شده.

سابر (انگلیسی بریتانیایی: sabre؛ انگلیسی آمریکایی: saber) یکی از سه گونه شمشیر مورد استفاده در ورزش شمشیربازی به سبک نوین است.
تفاوت سابر با دو نوع شمشیر دیگر شمشیربازی یعنی اپه و فلوره اینست که با سابر می‌شود با ضربه‌های لبه تیغه نیز امتیاز گرفت. از این‌رو حرکات و حملات سابریست ها معمولاً بسیار سریع است.
مسابقات با سابر را مسابقات «اسلحه سابر» می‌گویند.

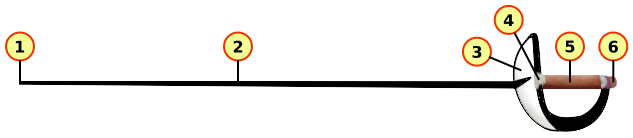
اجزاء سابر: ۱-نوک ۲-تیغه ۳-دستبان ۴-سرپیچ برقی ۵-دسته ۶-قُبه.